# 조경훈 (1972년)
조경훈(1972년 12월 18일 ~ )은 대한민국의 배우이다.

## 학력
- 백제예술전문대학 방송연예학과

## 생애
1994년 연극배우로 첫 데뷔하였고 1997년 영화 《3인조》의 단역으로 영화배우 데뷔하였으며 2000년 뮤지컬 배우 데뷔하였다.

## 출연작

### 영화
- 《강남》 (미정)
- 《게임의 법칙: 인간사냥》 (2021년) - 동일 역
- 《화끈한 써비스: 어느 잔인한 미용사의》 (2015년)
- 《표적》 (2014년) - 장필주 역
- 《반창꼬》 (2012년) - 형구 역
- 《가비》 (2012년) - 심복 역
- 《빗자루, 금붕어 되다》 (2010년) - 재활용센터주인 역
- 《구르믈 버서난 달처럼》 (2010년) - 자객 1 역
- 《구세주 2》 (2009년) - 고대로 이대로 가버린 무서운 건달아저씨 역
- 《기다리다 미쳐》 (2008년) - 원재친구 역
- 《좋은 놈, 나쁜 놈, 이상한 놈》 (2008년) - 두채 역
- 《황진이》 (2007년) - 과거 형방 역
- 《마강호텔》 (2007년) - 성상배 역
- 《라디오 스타》 (2006년) - 험악남 역
- 《왕의 남자》 (2005년) - 투전꾼 1 역
- 《썸》 (2004년) - 추형사 역
- 《늑대의 유혹》 (2004년) - 말죽가리 역
- 《동해물과 백두산이》 (2003년) - 두목 역
- 《황산벌》 (2003년) - 백제장수 1 역
- 《와일드 카드》 (2002년) - 곰탱이 역
- 《엽기적인 그녀》 (2001년) - 조폭 1 역
- 《침향》 (1999년)
- 《세기말》 (1998년) - 양아치 2 역
- 《자귀모》 (1998년)
- 《약속》 (1997년) - 상차 역
- 《죽이는 이야기》 (1997년) - 영화사 직원 역
- 《3인조》 (1996년) - 안의 처가 조폭 역

### 드라마
- 《안녕? 나야!》 (2021년, KBS2) - 조남권 역
- 《트랩》 (2019년, OCN)
- 《슬기로운 감빵생활》 (2017년, tvN)
- 《신데렐라와 네명의 기사》 (2016년, tvN) - 강지운이 일하던 카센터 사장 역
- 《대박》 (2016년, SBS) - 육귀신 역
- 《위대한 이야기 - 원폭박치기 김일》 (2015년, TV조선 & tvN) - 역도산 역
- 《전설의 마녀》 (2014년, MBC) - 동네 깡패 역
- 《인수대비》 (2011년, JTBC) - 양정 역
- 《계백》 (2011년, MBC) - 백파 역
- 《자이언트》 (2010년, SBS) - 민홍기의 보좌관 역
- 《개인의 취향》 (2010년, MBC) - 영선의 남편 역
- 《히어로》 (2009년, MBC) - 봉상철 역
- 《자명고》 (2009년, SBS) - 낙랑군 태부 호곡 역
- 《별순검 시즌2》 (2008년, MBC Every1)
- 《베토벤 바이러스》 (2008년, MBC)
- 《천하일색 박정금》 (2008년, MBC) - 장형사 역
- 《태왕사신기》 (2007년, MBC)
- 《아이 엠 샘》 (2007년, KBS2)
- 《사랑한다면 이들처럼》 (2007년, SBS)
- 《드라마시티 - 쓰리(3)의 전설》 (2006년, KBS2) - 김창현 역
- 《드라마시티 - 김동수 간첩 조작사건》 (2006년, KBS2) - 필기 역
- 《백만장자와 결혼하기》 (2005년, MBC) - 작가 편성준 역
- 《드라마시티 - 오!사라》 (2005년, KBS2)
- 《MBC 베스트극장 - 소림사에는 형님이 산다》 (2004년, MBC)
- 《쌍둥이네》 (2001년, KBS2)

### 뮤직비디오
- 김범수 - 보고 싶다 (2002년)
- 쥬얼리 - 패션 (2005년)
- 김장훈 - 행복한 가요 (2005년)

### 연극
- 《햄릿》 ... 클로디어스 대왕 역(주연)

### 뮤지컬
- 《아가씨와 건달들》 ... 빅 줄 역(조연)

### CF
- 2003년 해태제과 연양갱